# Majdan Mały
Majdan Mały – wieś w Polsce, położona w województwie lubelskim, w powiecie zamojskim, w gminie Krasnobród.
| SIMC    | Nazwa       | Rodzaj    |
| ------- | ----------- | --------- |
| 0891364 | Dzieduszyce | część wsi |
| 0891370 | Tarnawatka  | część wsi |

W latach 1975–1998 miejscowość administracyjnie należała do województwa zamojskiego.
Wieś jest sołectwem w gminie Krasnobród. Według Narodowego Spisu Powszechnego z roku 2011 wieś liczyła 227 mieszkańców.
Wierni Kościoła rzymskokatolickiego należą do parafii Nawiedzenia Najświętszej Maryi Panny w Krasnobrodzie.